# Trdonja
Trdonja je junak stripov, ki jih je risal Miki Muster. Prvi strip, v katerem se je pojavil tudi želvak Trdonja je izšel leta 1953. Trdonja je sicer član stripovske trojice, ki jo tvori skupaj z lisjakom Zvitorepcem in volkom Lakotnikom. Miki Muster je napisal okoli 40 zgodb o dogodivščinah Zvitorepca, Lakotnika in Trdonje, ki so izhajale v tedniku Tedenska tribuna. Kasneje so zgodbe doživele tudi knjižno izdajo.
Osrednji del Mustrovega opusa pomeni okoli 40 (pravih stripskih) epizod o prigodah Zvitorepca, Trdonje in Lakotnika, karikiranih živali, ki so postale del slovenske folklore. Prvi je lisjak, drugi želva in tretji volk. Zvitorepec in Lakotnik sta se pojavila kot tipični slovenski pravljični figuri. Lisica nastopa v mnogih naših pravljicah, enako tudi volk. Slednji je imel sprva vlogo negativnega junaka, dokler se ni spoprijateljil z ostalima dvema. Še vedno pa je njegova glavna značilnost požrešnost. Lisica in volk sta gozdni živali. Slovenija pa ima razen gozda tudi nekaj vodnih površin: reke, močvirja, jezera in celo morje. To značilnost ponazarja želva, žival, ki se dobro počuti v vodi in na kopnem. Ne glede na situacije, v katerih se znajdejo, ostajajo Zvitorepec, Trdonja in Lakotnik "slovenski fantje". Tako so prikazani tudi na znamkah: Lakotnik sredi gozda in gora, Trdonja ob sinjem morju in Zvitorepec sredi cvetočega travnika, simbola zelene Slovenije.

## Seznam stripov, v katerih nastopa Trdonja
| Naslov                               | Datum izida  |
| ------------------------------------ | ------------ |
| Zvitorepčeve prigode 2               | 19. 07. 1953 |
| Grajski duhovi                       | 18. 08. 1953 |
| V Afriki                             | 09. 01. 1954 |
| Pot v vesolje                        | 30. 12. 1954 |
| Trije hribolazci                     | 01. 07. 1955 |
| Črni kavboj                          | 19. 04. 1956 |
| Čudežni otok                         | 13. 09. 1956 |
| Zimsko veselje                       | 07. 02. 1957 |
| Trubadurji                           | 09. 05. 1957 |
| V srcu Afrike                        | 14. 11. 1957 |
| Detektiv                             | 03. 04. 1958 |
| Gusarji                              | 25. 06. 1958 |
| Na Luno                              | 29. 04. 1959 |
| Na olimpiado                         | 03. 02. 1960 |
| Šerif                                | 19. 05. 1960 |
| V svet tišine                        | 23. 11. 1960 |
| Šampion                              | 12. 04. 1961 |
| Vrtnar                               | 11. 07. 1961 |
| Krvavi kapitan                       | 10. 10. 1961 |
| Kamena doba                          | 01. 05. 1962 |
| Razbojnik                            | 15. 01. 1963 |
| Bosa Noga                            | 09. 07. 1963 |
| Težave z gradnjo                     | 03. 12. 1963 |
| Chicago                              | 10. 03. 1964 |
| Vitez ropar                          | 03. 11. 1964 |
| Obračun                              | 19. 10. 1965 |
| Gladiator                            | 04. 04. 1966 |
| Prazvitorepec                        | 01. 03. 1967 |
| Trije mušketirji                     | 15. 05. 1968 |
| Rdeči kanjon                         | 02. 04. 1969 |
| Na grmado                            | 28. 03. 1970 |
| Za volanom                           | 24. 12. 1970 |
| Obisk iz vesolja                     | 03. 03. 1971 |
| Skok v prihodnost                    | 20. 10. 1971 |
| Zmajev otok                          | 16. 02. 1972 |
| Med Turki                            | 08. 11. 1972 |
| Zelena dolina                        | 11. 04. 1973 |
| Veliki izum                          | 12. 09. 1973 |
| Lakotnikova električna petletka      | 19. 09. 1973 |
| Zimsko spanje                        | 26. 09. 1973 |
| Sneg, sneg                           | 28. 11. 1973 |
| Med in mleko pa še TOZD (nedokončan) | 14. 02. 1982 |